# Wade Hampton III
Wade Hampton III (Charleston, 28 marzo 1818 – Columbia, 11 aprile 1902) è stato un politico statunitense.
Durante la guerra di secessione fu maggiore generale nella cavalleria confederata.  Fu uno dei migliori ufficiali dell'esercito confederato e dell'esercito dell'Unione, sottovalutato perché rimasto nell'ombra di altri colleghi. Successivamente fu governatore della Carolina del Sud e al senatore degli Stati Uniti.

## Biografia
Nacque a Charleston, Carolina del Sud, figlio primogenito di un ricco e prominente piantatore di cotone. Nel 1836, a diciott'anni, si diplomò al South Carolina College, oggi Università della Carolina del Sud.
Nel 1852 fu eletto Rappresentante all'Assemblea Generale della Carolina del Sud, poi Senatore dal 1858 al 1861.
Allo scoppio della guerra di secessione Hampton si dimise da ambedue i seggi e lasciò la sua vita confortevole per arruolarsi come soldato nell'Esercito del Sud. Ma il Governatore della Carolina del Sud insistette per la promozione a colonnello, che Hampton accettò.
Sebbene non avesse alcun tipo di addestramento militare il nuovo colonnello cominciò ad organizzare fanteria (sei compagnie), cavalleria (quattro squadroni) ed artiglieria (una batteria) in quella che sarebbe presto diventata nota come Legione Hampton della Carolina del Sud, la cui costituzione fu da lui in parte finanziata. A dispetto della mancanza di addestramento marziale le sue prestazioni da cavaliere, la naturale padronanza delle tattiche a cavallo, le abilità di comando e il valore sotto il fuoco avrebbero dimostrato che si trattava di un ufficiale di cavalleria emergente; uno dei migliori che il Sud, anzi tutto il Nordamerica, avrebbe prodotto durante la guerra.
Era fisicamente forte, di elevata intelligenza e perfettamente a suo agio all'aperto e sarebbe stato uno dei due ufficiali di cavalleria che raggiunsero il grado di tenente generale nella Confederazione, insieme con Nathan Bedford Forrest.
Oggi è fuor di dubbio che Hampton sia stato uno dei più sottovalutati comandanti della guerra di secessione, al Sud e al Nord. Le sue prestazioni ed il suo record di successi vivono all'ombra dell'impetuoso e vanaglorioso Jeb Stuart. Hampton assunse il comando del Corpo d'armata di cavalleria Confederato ad est dopo la morte di Stuart alla battaglia di Yellow Tavern nel maggio 1864, ma il suo nome non raggiunse mai le riverite vette conquistate da alcuni dei cavalieri contemporanei come Stuart, Sheridan o Custer. Hampton non era un brillante damerino fatto per le prime pagine e l'ammirazione idealizzata. Ma le sue vittorie, specialmente quando soverchiato nel numero e privo di risorse, non furono mai eguagliate e gli avrebbero dato l'ammirazione dei suoi colleghi del Sud ed il riverente rispetto dei nemici.
Durante la guerra Hampton fu ferito cinque volte, la prima alla prima battaglia di Bull Run (Manassas) nel luglio 1861. Pur non essendo mai stato in azione prima, Hampton, in questa prima maggiore battaglia della guerra, portò la sua legione, forte di 600 fanti, in un momento decisivo, dando l'opportunità al comandante del corpo d'armata confederato Thomas "Stonewall" Jackson di schierare i suoi uomini sul campo. Benché circondato e col cavallo ucciso sotto di lui Hampton tenne caparbiamente il terreno finché non gli fu ordinato di ritirarsi. Hampton fu ferito al capo mentre più tardi guidava una carica che disarticolò una posizione dell'artiglieria federale catturando due cannoni.
Il 23 maggio 1862 fu promosso brigadier generale e gli fu dato il comando di una brigata di fanteria. Hampton si distinse anche come comandante di fanteria, ma accettò lietamente l'offerta del comandante dell'esercito confederato Robert E. Lee di comandare una brigata nella Divisione di Cavalleria di Stuart.
Il terzo giorno della battaglia di Gettysburg, il 3 luglio 1863, Hampton guidò le sue truppe nel massiccio scontro di cavalleria ad est del campo di battaglia principale. Pur sofferente per una sciabolata ricevuta al capo il giorno prima, il combattimento di Hampton quel giorno fu quanto meno esemplare. Al culmine dello scontro Hampton abbatté tre soldati federali a cavallo e ne colpì un quarto con la spada. Vedendo uno dei suoi cavalieri circondato che lottava da solo contro diversi assalitori, Hampton caricò in aiuto del suo soldato e disarcionò un Federale. Ricevuta un'altra sciabolata in testa, con il sangue che gli annebbiava la vista, Hampton uccise diverse giacche azzurre difendendo sé ed i suoi uomini. Egli spaccò la testa di uno fino al mento con un solo colpo della sua massiccia lama. Prima di lasciare il campo Hampton avrebbe ancora ricevuto una grave ferita di shrapnel al fianco.
Il 3 settembre 1863 fu promosso maggior generale. Gli ci volle fino alla primavera del 1864 per riaversi dalle sue ferite e riassumere il comando della sua vecchia divisione. Con la morte di Stuart il 12 maggio Lee si rivolse ad Hampton per il comando del suo Corpo d'armata di cavalleria. Egli partì immediatamente per ingaggiare il nemico. La prestazione di Hampton nella battaglia di Trevilian Station a giugno giustificò la decisione di Lee di dare ad un grande uomo un grande compito. In questa battaglia, la maggiore combattuta dalla sola cavalleria di tutta la guerra, la determinazione, la tenacia e la brillante tattica di Hampton permisero agli uomini in grigio di porre in rotta i cavalieri federali guidati da Philip Sheridan, che non solo erano superiori in numero, ma erano anche armati con i nuovi fucili a ripetizione. Il feroce scontro, che aveva provocato dense nubi, forzò i soldati a combattere appiedati. Nel divampare della lotta Hampton vide l'opportunità di montare un assalto contro i Federali in una radura polverosa vicino alla Ferrovia Centrale della Virginia. «Caricateli, miei bravi ragazzi, caricateli!» urlò Hampton guidando l'assalto personalmente in groppa al suo cavallo preferito, un baio corpulento chiamato "Butler" (maggiordomo). La battaglia continuò fino al giorno seguente, quando un potente contrattacco confederato ruppe le linee federali. Il 13 Sheridan, sconfitto, si ritirò senza distruggere la ferrovia, obiettivo della spedizione. La battaglia di Trevilian Station fu giustamente un combattimento di cavalleria decisivo e la sconfitta che Hampton aveva inflitto a Sheridan può avere probabilmente allungato la guerra di altri sei mesi. Come scrisse Thomas L. Rosser sull'evento: «...Hampton lo frustò (Sheridan) - sconfisse i suoi scopi e lo ricacciò indietro.»
Mentre Hampton comandava il Corpo d'armata di cavalleria confederato fino alla fine della guerra non perse mai una singola battaglia. Il 16 settembre 1864 salì a cavallo per montare il suo raid dietro le linee dell'Unione. In quello che sarebbe stato poi noto come il "Beefsteak Raid" (Raid della Bistecca) i suoi soldati catturarono oltre 2400 capi di bestiame e 304 prigionieri, soffrendo la perdita di soli dieci uomini. Per l'Esercito del Sud inadeguatamente approvvigionato i quasi due milioni di libbre di carne furono una manna dal cielo.
Parlando della leggenda di Hampton fra i federali un ufficiale dell'Unione ammise: «Con le sue meravigliose doti di resistenza fisica, la sua mente sveglia, vigilante, la sua capacità di cavaliere senza confronti, nessun ostacolo sembrava confondere la sua audacia od ostacolare i suoi scopi». Ciò non fu mai tanto vero quanto il 10 marzo 1865, quando Hampton, diventato tenente generale dal 15 febbraio, caricò una forza di settanta cavalieri federali con solo cinque dei suoi. Uccidendo personalmente non meno di tre dei tredici Nordisti risultati uccisi, ne catturò altri dodici quando gli altri fuggirono, dimostrando così la veridicità del punto di vista del Nord che «cacciava il suo antagonista come se cacciasse la grossa selvaggina nella foresta. La rapidità e l'audacia dei suoi movimenti verso la fronte, talvolta sul fianco, poi di nuovo a tergo, tenevano i suoi nemici in costante stato di insicurezza ed ansietà sul dove e quando se lo sarebbero dovuti aspettare.» L'elenco delle perdite sudiste nel combattimento riportò: «un cavallo.»
Dopo la capitolazione di Lee nell'aprile 1865 Hampton era riluttante ad arrendersi. Dimostrò però il coraggio che aveva servito così bene lui ed i suoi uomini sul campo di battaglia e decise che la miglior via per servire la sua terra del Sud dopo la guerra fosse aiutare a ricostruirla. Sostenne il piano del Presidente Johnson per la ricostruzione e cercò la riconciliazione fra Nord e Sud cercando al tempo stesso di ripristinare la sua perduta fortuna.
Nel 1865 Hampton corse per il seggio di Governatore della Carolina del Sud ma fu sconfitto da James Lawrence Orr. Quando furono imposte politiche radicali di ricostruzione contro il Sud Hampton prese la guida della lotta contro la diffusa corruzione dei Repubblicani nello Stato. Nel 1876, dopo una campagna di successo, Hampton diventò il primo governatore del sud eletto in opposizione alla politica del Nord. Fu rieletto Governatore senza opposizione nel 1878, ma si dimise nel febbraio dell'anno successivo, quando fu eletto Senatore, incarico che ricoprì per due legislature.
Nella primavera del 1899 la sua casa di Camden Road a Columbia, Carolina del Sud fu accidentalmente distrutta da un incendio. L'ottantaduenne Hampton aveva mezzi limitati per trovare una nuova casa. A sua insaputa un gruppo di amici raccolse abbastanza fondi per costruirgli una nuova casa e gliela donò «nonostante le sue strenue proteste».
Morì in Columbia l'11 aprile 1902 ed è sepolto nel cimitero della Trinity Cathedral.